# 村松開人
村松 開人（むらまつ かいと、2001年1月6日 - ）は、静岡県榛原郡榛原町（現：牧之原市）出身のプロ野球選手（内野手）。右投左打。中日ドラゴンズ所属。

## 経歴

### プロ入り前
牧之原市菊川市学校組合立牧之原小学校2年時に野球を始め、牧之原市菊川市学校組合立牧之原中学校在学時は硬式野球のクラブチームである島田ボーイズでプレーしていた。島田ボーイズ時代、1年後輩に森敬斗がいた。
静岡県立静岡高等学校に進学し、1年秋から遊撃手のレギュラーに定着。1番打者として2年春の第89回選抜高等学校野球大会に出場した。同大会では不来方との1回戦で2安打。大阪桐蔭との2回戦でチームは敗れた。3年春も1番打者として第90回記念選抜高等学校野球大会に出場。駒大苫小牧との初戦（2回戦）で2安打を記録し勝利に貢献したが、東海大相模との3回戦では無安打に終わり、チームも敗れた。同年夏は静岡大会4回戦で飛龍に敗れた。1学年上に池谷蒼大、2学年上に鈴木将平がいた。
明治大学へ進学後は主に二塁手としてプレーし、3年春からレギュラーに定着。3年春はリーグ3位の打率.366を記録し二塁手部門でベストナインを受賞した。3年冬から主将に就任したが、4年春は2月に右膝の半月板を損傷して手術を受けた影響で代打で3打席のみの出場に留まった。秋から1番打者として復帰し、明治神宮野球大会優勝に貢献した。1学年上に丸山和郁、2学年上に入江大生・中山晶量、3学年上に森下暢仁・伊勢大夢がいた。
2022年9月28日にプロ志望届を提出し、プロ野球ドラフト会議では、中日ドラゴンズから2位指名を受けた。明大の選手のドラフト指名は13年連続となり、史上最長記録を更新した。11月27日に契約金7000万円、年俸1200万円で仮契約を結んだ。背番号は大学の先輩である阿部寿樹が着用していた5。担当スカウトは八木智哉。

### 中日時代
2023年は、春季キャンプから一軍に抜擢され、オープン戦でも打率.375と好成績を残していたが、開幕直前に右膝を痛めて離脱。4月28日に一軍に昇格すると、同日の横浜DeNAベイスターズ戦（バンテリンドーム）で「6番・二塁手」として先発出場しプロ初出場。5回には今永昇太から二塁打を放ちプロ初安打を記録した。5月14日の東京ヤクルトスワローズ戦（神宮球場）では、8回に無死満塁の場面で小川泰弘からプロ初本塁打を放ち、球団としては江藤慎一以来64年ぶりの新人の満塁本塁打で、新人のプロ初本塁打が満塁弾となるのは球団史上初の記録だった。5月27日の横浜戦（バンテリン）では、同点で迎えた9回二死二塁の場面で三嶋一輝から内野安打を決め、その間に二塁走者の伊藤康祐が本塁に生還しプロ初のサヨナラ適時打を決める。さらに6月2日のオリックス・バファローズ戦（バンテリン）でも、延長11回二死満塁の場面でジェイコブ・ワゲスパックから右前適時打を放ち、自身2度目のサヨナラ打を記録。新人がシーズン2本以上のサヨナラ打を決めるのは史上19人目で、中日では1リーグ時代の杉山悟以来、75年ぶり2人目の快挙だった。その後も一軍の試合に出場し続けるが、9月5日の阪神戦（バンテリンドームナゴヤ）の初回に二塁守備で失策し、翌6日に登録抹消を受けた。二軍で9試合に出場した後、20日に再び一軍に合流した。最終的にシーズンを通して一軍98試合に出場し、オフの11月8日に500万円増の年俸1700万円で契約更改した（金額は推定）。
2024年は、オープン戦で打率.286の成績を残すが開幕スタメンは逃し、開幕3戦目となった3月31日のヤクルト戦で代打から出場し2安打を記録。そこからスタメン起用が続き、5月1日のDeNA戦から5月4日のヤクルト戦にかけて8打席連続安打を記録し、球団記録に並んだ。5月28日に規定打席に到達すると、打率.318でセ・リーグの打率部門で2位に踊り出た。遊撃手として出場を続けていたが、6月23日の広島東洋カープ戦で、4回表の守備の際に三遊間への打球に飛びつき、左肩を脱臼し途中交代。翌日、検査を受けた結果、左肩SLAP損傷と診断され、一軍登録を抹消された。リハビリに励んだ後、15日の二軍戦で実戦復帰し、7月30日に一軍復帰を果たした。シーズンでは遊撃手のレギュラーとして109試合に出場して打率.275、1本塁打、25打点を記録。オフには1600万円アップの推定年俸3300万円で契約更改した。
2025年は、開幕から遊撃手として出場を続け、好守備でチームを助ける一方で打撃では打率.138と不調に陥っていた矢先、4月23日の読売ジャイアンツ戦（東京ドーム）の第1打席の打撃で右脇腹を痛め途中交代し、離脱となった。

## 選手としての特徴

### 打撃
ミート力を活かした三振が非常に少ない打撃が持ち味。選球眼も良く、勝負強さも魅力。
大学時代を過ごした明治神宮野球場と非常に相性が良く、2023年にはプロ初本塁打を同球場で放っている。2024年シーズンは10試合の出場で6度の猛打賞を記録するなど、打率.650（40打数26安打）、OPS1.582（出塁率.682、長打率.900）と驚異的な数字を残した。村松自身は「やっぱり慣れですね。大学時代にも経験していますし、打席からボールが見えやすい」と分析している。

### 守備
二塁手が本職だが、遊撃や三塁も守ることができる。

### 走塁
50m走5.9秒の俊足を誇る。

## 人物
21世紀最初の年の2001年1月6日に生まれ、自分の人生は自分で切り開いて進んでいってほしいという思いを込め「開人」と名付けられた。
理想の選手としてチームの先輩である大島洋平を挙げている。また尊敬する選手には明治大学および中日の先輩である柳裕也を挙げている。
大学時代の愛称は「マルムシ」。
地元・静岡県で展開されているハンバーグレストランのチェーン店「炭焼きレストランさわやか」のハンバーグが好物である。

### 家族
姉と兄がいる。3歳年上の兄・遼太朗も静岡高等学校出身の社会人野球選手（投手）で、堀内謙伍らと共に第87回選抜高等学校野球大会でベスト8に進出したのち、立正大学を経て京葉ガスでプレーしている。

## 詳細情報

### 年度別打撃成績
| 年 度     | 球 団     | 試 合 | 打 席 | 打 数 | 得 点 | 安 打 | 二 塁 打 | 三 塁 打 | 本 塁 打 | 塁 打 | 打 点 | 盗 塁 | 盗 塁 死 | 犠 打 | 犠 飛 | 四 球 | 敬 遠 | 死 球 | 三 振 | 併 殺 打 | 打 率 | 出 塁 率 | 長 打 率 | O P S |
| --------- | --------- | ----- | ----- | ----- | ----- | ----- | -------- | -------- | -------- | ----- | ----- | ----- | -------- | ----- | ----- | ----- | ----- | ----- | ----- | -------- | ----- | -------- | -------- | ----- |
| 2023      | 中日      | 98    | 304   | 275   | 20    | 57    | 4        | 1        | 1        | 66    | 20    | 1     | 2        | 10    | 2     | 15    | 0     | 2     | 49    | 2        | .207  | .252     | .240     | .492  |
| 2024      | 中日      | 109   | 418   | 371   | 35    | 102   | 14       | 3        | 1        | 125   | 25    | 3     | 4        | 14    | 3     | 26    | 1     | 4     | 81    | 7        | .275  | .327     | .337     | .664  |
| 通算：2年 | 通算：2年 | 207   | 722   | 646   | 55    | 159   | 18       | 4        | 2        | 191   | 45    | 4     | 6        | 10    | 2     | 41    | 1     | 6     | 130   | 9        | .246  | .295     | .296     | .591  |

- 2024年度シーズン終了時点

### 年度別守備成績
| 年 度 | 球 団 | 二塁  | 二塁  | 二塁  | 二塁  | 二塁  | 二塁     | 遊撃  | 遊撃  | 遊撃  | 遊撃  | 遊撃  | 遊撃     |
| 年 度 | 球 団 | 試 合 | 刺 殺 | 補 殺 | 失 策 | 併 殺 | 守 備 率 | 試 合 | 刺 殺 | 補 殺 | 失 策 | 併 殺 | 守 備 率 |
| ----- | ----- | ----- | ----- | ----- | ----- | ----- | -------- | ----- | ----- | ----- | ----- | ----- | -------- |
| 2023  | 中日  | 70    | 108   | 194   | 6     | 32    | .981     | 30    | 31    | 69    | 4     | 18    | .962     |
| 2024  | 中日  | 4     | 2     | 6     | 0     | 1     | 1.000    | 102   | 139   | 286   | 5     | 52    | .988     |
| 通算  | 通算  | 74    | 110   | 200   | 6     | 33    | .981     | 132   | 170   | 355   | 9     | 70    | .983     |

- 2024年度シーズン終了時
- 各年度の太字はリーグ最高

### 記録
初記録
- 初出場・初先発出場：2023年4月28日、対横浜DeNAベイスターズ3回戦（バンテリンドーム ナゴヤ）、6番・二塁手で先発出場
- 初打席：同上、2回裏に今永昇太から左飛
- 初安打：同上、5回裏に今永昇太から右翼線二塁打
- 初打点：2023年5月11日、対広島東洋カープ7回戦（バンテリンドーム ナゴヤ）、4回裏にロベルト・コルニエルから中前適時二塁打[52]
- 初本塁打：2023年5月14日、対東京ヤクルトスワローズ8回戦（明治神宮野球場）、8回表に小川泰弘から右中間越満塁[44]
- 初盗塁：2023年7月22日、対広島東洋カープ14回戦（MAZDA Zoom-Zoom スタジアム広島）、5回表に三盗（投手：森下暢仁、捕手：會澤翼）

その他の記録
- プロ初本塁打が満塁本塁打 ※史上91人目、新人では21人目、球団の日本人選手では杉下茂、根尾昂に次いで3人目

### 背番号
- 5（2023年 - ）

### 登場曲
- 『掌の砂』EXILE（2023年 - ）
- 『Stand Out Fit In』ONE OK ROCK（2024年 - ）